# Hapalopilaceae
The Hapalopilaceae là một họ nấm thuộc bộ Polyporales.